# Juan-les-Pins
Juan-les-Pins – miasto uzdrowiskowe w południowo-wschodniej części Francji w Alpach Nadmorskich.

## Położenie
Juan-les-Pins znajduje się między Niceą a Cannes; nad Morzem Śródziemnym. Miasto dzieli około 13 kilometrów od portu lotniczego Côte d’Azur. Położone jest na zachód od miasta Antibes, na zachodnim zboczu pasma górskiego.

## Historia
12 marca 1882 roku wieś została nazwana Juan-les-Pins. „Juan” pochodzi z języka oksytańskiego; w języku francuskim odpowiednikiem „Juan” jest „Jean”. W 1883 zdecydowano się na budowę dworca kolejowego w Juan-les-Pins, na l"magistrali Paryż-Lyon-Morze Śródziemne (PLM), która przechodziła już przez miasto w 1863 roku (formalnie linia kolejowa Marsylia – Ventimiglia).

## Turystyka
Ze względu na swoje atrakcyjne położenie przy Morzu Śródziemnym, w miejscowości jest wiele atrakcji dla turystów. Oto niektóre z nich:
- Juan-les-Pins Mian Beach,
- Parc de la Pinède,
- Palais des Congrès Antibes Juan-les-Pins,
- Square Frnak Jay Gold.

## Galeria

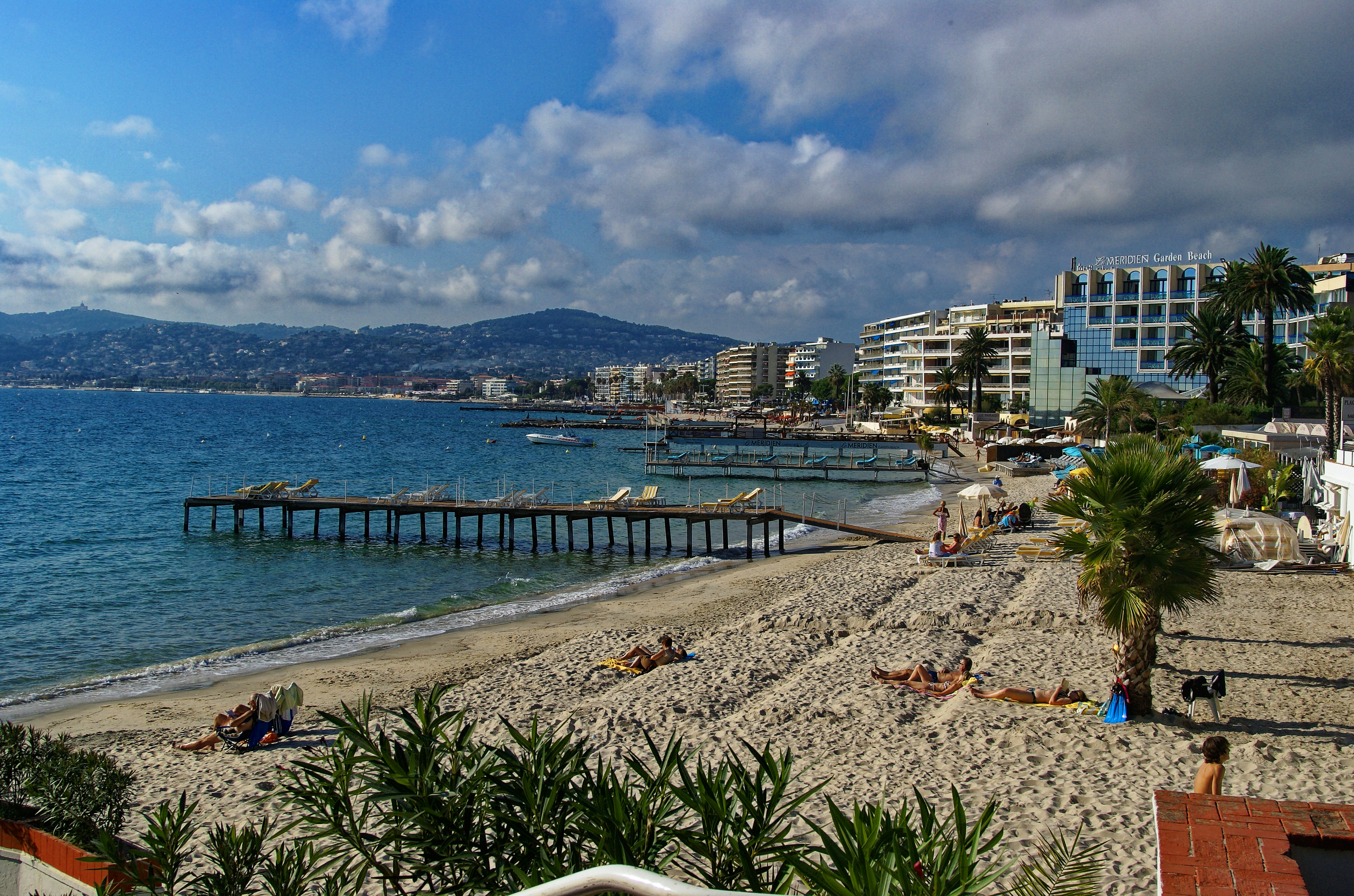
Plaża i hotele nad Morzem Śródziemnym
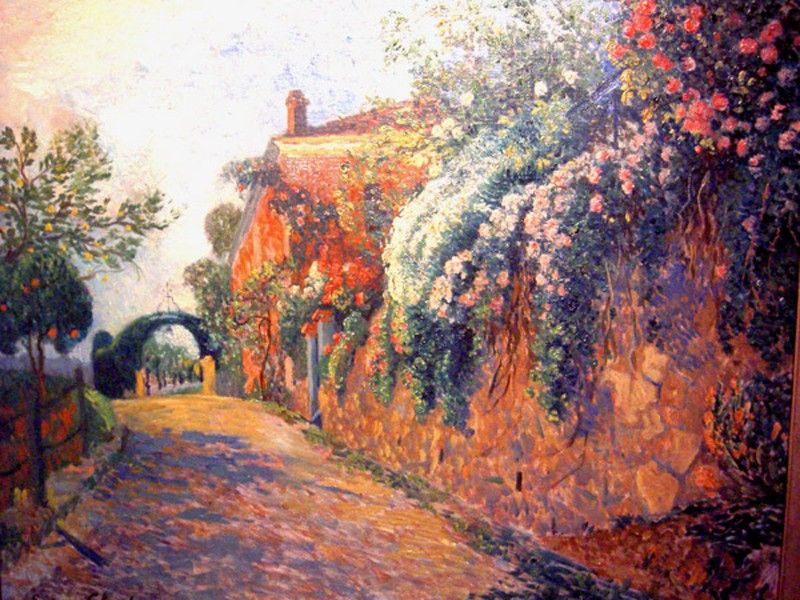
Obraz z 1919 pt. Juan-les-Pins
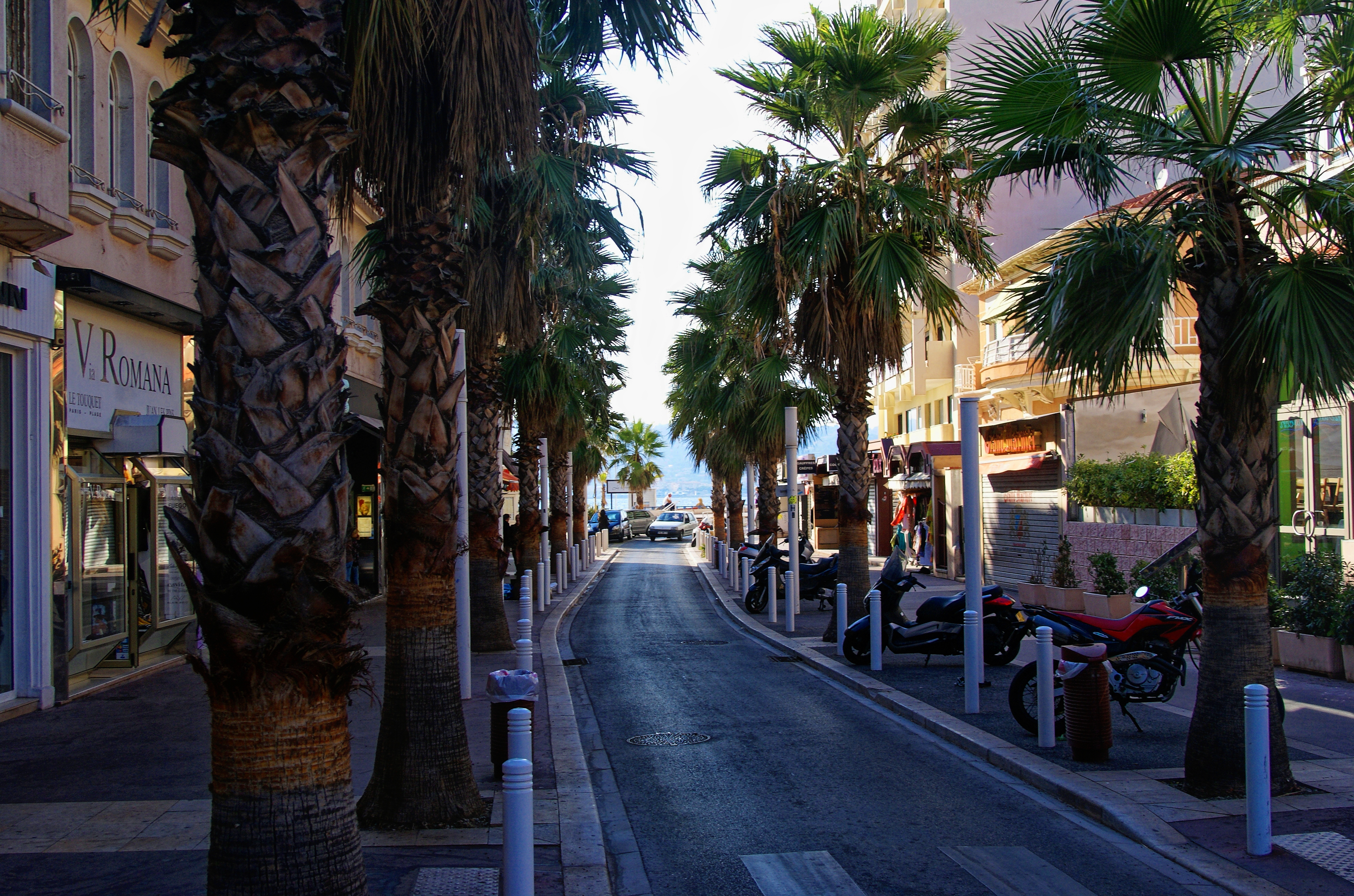
Ulica w Juan-les-Pins

## Miasta partnerskie
Lista miast partnerskich:
- Schwäbisch Gmünd, Niemcy
- Olimpia, Grecja
- Kinsale, Irlandia
- Desenzano del Garda, Włochy
- Aalborg, Dania
- Newport Beach, Stany Zjednoczone
- Ejlat, Izrael